# Гіббінг (Міннесота)
Гіббінг (англ. Hibbing) — місто (англ. city) в США, в окрузі Сент-Луїс штату Міннесота. Населення — 16 214 особи (2020).

## Географія
Гіббінг розташований за координатами 47°23′52″ пн. ш. 92°56′49″ зх. д. / 47.39778° пн. ш. 92.94694° зх. д. (47.397670, -92.946829). За даними Бюро перепису населення США в 2010 році місто мало площу 482,84 км², з яких 470,93 км² — суходіл та 11,90 км² — водойми.

### Клімат
| Клімат : Гіббінґ             | Клімат : Гіббінґ | Клімат : Гіббінґ | Клімат : Гіббінґ | Клімат : Гіббінґ | Клімат : Гіббінґ | Клімат : Гіббінґ | Клімат : Гіббінґ | Клімат : Гіббінґ | Клімат : Гіббінґ | Клімат : Гіббінґ | Клімат : Гіббінґ | Клімат : Гіббінґ | Клімат : Гіббінґ |
| Показник                     | Січ.             | Лют.             | Бер.             | Квіт.            | Трав.            | Черв.            | Лип.             | Серп.            | Вер.             | Жовт.            | Лист.            | Груд.            | Рік              |
| Абсолютний максимум, °C      | 8,9              | 13,9             | 22,2             | 31,7             | 33,9             | 36,1             | 36,7             | 35,0             | 34,4             | 30,6             | 22,2             | 15,6             | 36,7             |
| Середній максимум, °C        | −7,8             | −4,4             | 2,2              | 11,1             | 18,3             | 22,8             | 25,6             | 24,4             | 18,9             | 11,1             | 1,7              | −6,1             | 9,9              |
| Середній мінімум, °C         | −20,6            | −17,8            | −10,6            | −3,3             | 2,2              | 7,8              | 11,1             | 9,4              | 4,4              | −1,1             | −8,3             | −17,2            | −3,6             |
| Абсолютний мінімум, °C       | −45,6            | −42,2            | −38,3            | −20              | −10              | −3,9             | 0,0              | −2,8             | −6,7             | −17,8            | −32,8            | −38,9            | −45,6            |
| Норма опадів, мм             | 16               | 12               | 24               | 42               | 65               | 106              | 111              | 80               | 78               | 62               | 30               | 18               | 642              |
| ---------------------------- | ---------------- | ---------------- | ---------------- | ---------------- | ---------------- | ---------------- | ---------------- | ---------------- | ---------------- | ---------------- | ---------------- | ---------------- | ---------------- |
| Джерело: The Weather Channel |                  |                  |                  |                  |                  |                  |                  |                  |                  |                  |                  |                  |                  |

## Демографія
Згідно з переписом 2010 року, у місті мешкала 16 361 особа в 7414 домогосподарствах у складі 4325 родин. Густота населення становила 34 особи/км². Було 8200 помешкань (17/км²).
Расовий склад населення:
| - 95,9 % — білих - 0,9 % — корінних американців - 0,6 % — чорних або афроамериканців - 0,4 % — азіатів |

До двох чи більше рас належало 1,9 %. Частка іспаномовних становила 1,1 % від усіх жителів.
За віковим діапазоном населення розподілялося таким чином: 21,6 % — особи молодші 18 років, 60,6 % — особи у віці 18—64 років, 17,8 % — особи у віці 65 років та старші. Медіана віку мешканця становила 42,5 року. На 100 осіб жіночої статі у місті припадало 93,8 чоловіків; на 100 жінок у віці від 18 років та старших — 93,6 чоловіків також старших 18 років.
Середній дохід на одне домашнє господарство становив 53 597 доларів США (медіана — 43 831), а середній дохід на одну сім'ю — 66 821 долар (медіана — 54 284). Медіана доходів становила 49 151 долар для чоловіків та 36 625 доларів для жінок. За межею бідності перебувало 18,4 % осіб, у тому числі 23,4 % дітей у віці до 18 років та 9,9 % осіб у віці 65 років та старших.
Цивільне працевлаштоване населення становило 7246 осіб. Основні галузі зайнятості: освіта, охорона здоров'я та соціальна допомога — 23,7 %, роздрібна торгівля — 12,0 %, виробництво — 10,4 %, сільське господарство, лісництво, риболовля — 9,0 %.